# Club Deportivo Real Bucaramanga
O Club Deportivo Real Bucaramanga é um clube de futsal da cidade de Bucaramanga, na Colômbia.[carece de fontes?]
Sua maior conquista foi tornar-se campeão sul-americano do Zonal Norte em 2015, ao derrotar a equipe CRE Futsal da Bolívia por 1-0, com gol de José Falcon. Com isso, ganhou o direito de disputar o Campeonato Sul-Americano de Clubes de Futsal de 2015, onde foi derrotada pela equipe brasileira do Magnus Futsal nos dois jogos, por 4-2 e 5-1, e encerrou a competição como vice-campeão.